# Kanton Rosheim
Rosheim is een voormalig kanton van het Franse departement Bas-Rhin. Het kanton maakt deel uit van het arrondissement Molsheim.
Op 1 januari 2015 werd het kanton Rosheim opgeheven en alle gemeenten werden bij het kanton Molsheim gevoegd.

## Gemeenten
Het kanton Rosheim omvatte de volgende gemeenten:
- Bischoffsheim
- Bœrsch
- Grendelbruch
- Griesheim-près-Molsheim
- Mollkirch
- Ottrott
- Rosenwiller
- Rosheim (hoofdplaats)
- Saint-Nabor